# Echiniscus phocae
Echiniscus phocae är en djurart som tillhör fylumet trögkrypare, och som beskrevs av Du Bois-Reymond Marcus 1944. Echiniscus phocae ingår i släktet Echiniscus och familjen Echiniscidae. Inga underarter finns listade i Catalogue of Life.